# Їржі Трнка
Їржі Трнка (чеськ. Jiří Trnka, 2 грудня 1926 — 1 березня 2005) — чехословацький футболіст, що грав на позиції захисника, зокрема, за клуб «Дукла» (Прага), а також національну збірну Чехословаччини.
Триразовий Чемпіон Чехословаччини. 

## Клубна кар'єра
У футболі дебютував 1948 року виступами за команду «Славія». У тому ж році вперше став чемпіоном країни.
1948 року перейшов до клубу «Дукла» (Прага), за який відіграв 7 сезонів. Завершив професійну кар'єру футболіста виступами за команду «Дукла» (Прага) у 1955 році. За цей час ще двічі вигравав чемпіонське звання.

## Виступи за збірну
1948 року дебютував в офіційних матчах у складі національної збірної Чехословаччини. Протягом кар'єри у національній команді провів у її формі 23 матчі, забивши 3 голи
У складі збірної був учасником чемпіонату світу 1954 року у Швейцарії, де зіграв проти Уругваю (0-2) і Австрії (0-5).
Помер 1 березня 2005 року на 79-му році життя.

## Титули і досягнення
- Чемпіон Чехословаччини (3):

«Славія»: 1948
«Дукла» (Прага): 1953, 1956